# Gametogènesi
La gametogènesi és el procés de formació de gàmetes.

## Gametogènesi en animals
Hi ha gametogènesi masculina i gametogènesi femenina. El procés de formació dels gàmetes masculins es diu gametogènesi masculina, i sovint la confonen amb l'espermatogènesi. L'espermatogènesi és sols una etapa de la gametogènesi en la qual té lloc la meiosi.

## Gametogènesi en plantes
Gametogènesi masculina.
L'androceu (conjunt d'estams de la flor) és l'homòleg de la gònada masculina d'animals. Ací es formen els grans de pol·len que representen el gametòfit masculí. Dins del gra de pol·len (gametòfit) hi ha les cèl·lules gamètiques.
Cada estam està constituït per:

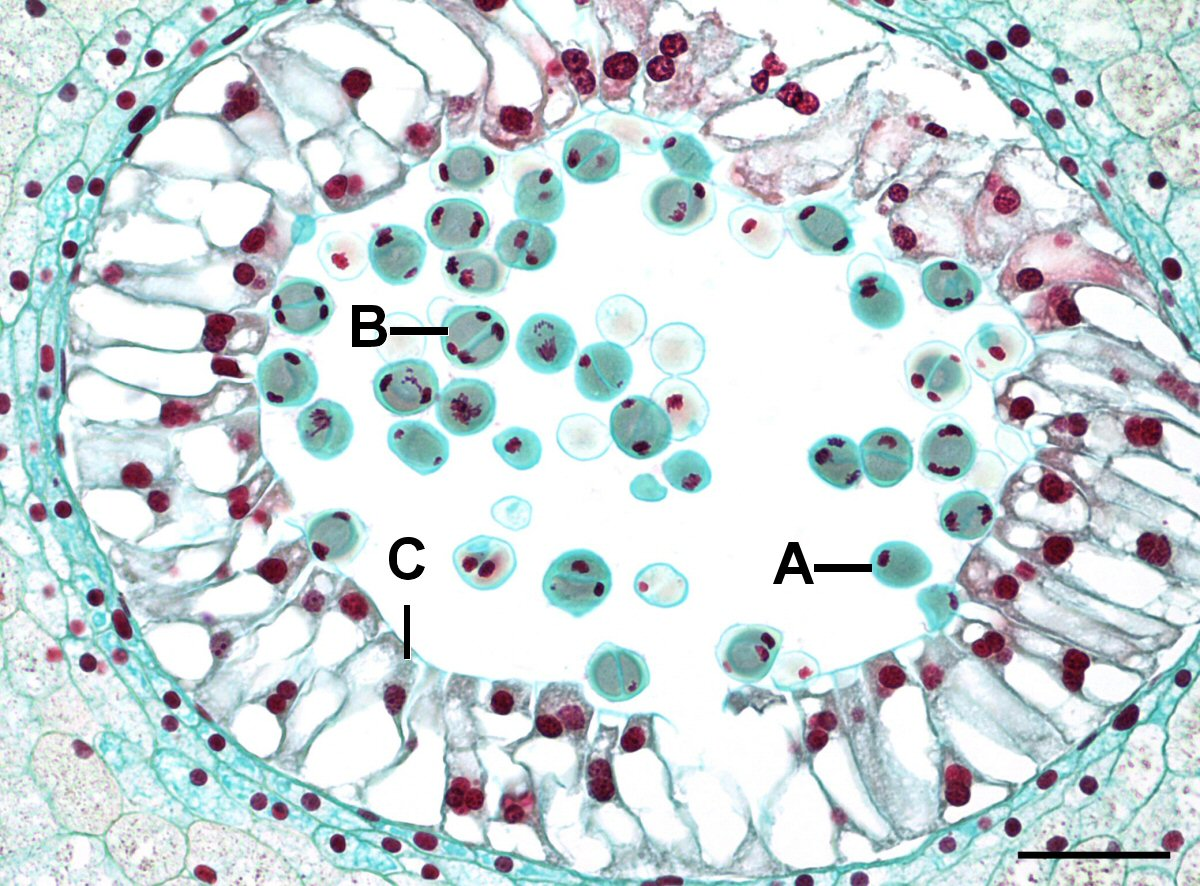
Microfotografia del teixit esporogènic d'una antera de Lilium.
A= microsporocit jove, B=tètrada de microspores, C=tapet. Escala gràfica=0,1mm.

- Un filament, que és una tija fineta que serveix de suport i té funció d'ancoratge i sistema de transport a través dels vasos conductors que conté.

- Antera, formada per dues meitats simètriques i cadascuna s'anomena teca. Cada teca té 2 sacs pol·línics (centres formadors de gàmetes). Les dues teques estan connectades entre si per un feix de vasos conductors on s'ancora el filament. Cada teca està delimitada externament per dues capes de cèl·lules. La capa externa (que és una monocapa) és l'exoteci i està format per cèl·lules cúbiques. La capa interna és l'endoteci i està formada per cèl·lules prismàtiques amb la paret cel·lular grossa amb reforçaments de lignina.

Acabada la gametogènesi masculina, l'antera es deshidrata (l'exoteci concretament) i es trenca la paret per aquelles zones on no hi ha reforçament de lignina, és la dehiscència. Per sota de l'endoteci trobem 2 o 3 capes de cèl·lules parenquimàtiques, la capa intermèdia. El sac pol·línic és una monocapa de cèl·lules amb material de reserva. La monocapa s'anomena tapet(en anglès tapetum, directament del llatí) i per dins està el teixit arquesporial.
En la gametogènesi s'inicia la proliferació de les cèl·lules del teixit arquesporial per mitosi. Donen lloc a les cèl·lules mare dels grans de pol·len (2n). Són somàtiques. Aquestes cèl·lules passen per una meiosi donant lloc a quatre cèl·lules haploides (n). Aquestes quatre cèl·lules sintetitzen la paret dels grans de pol·len, primer l'exina i després la intina (cel·lulosa, hemicel·lulosa, pectines). Després sofreixen una mitosi amb una citocinesi summament desigual donant lloc a:
- Una cèl·lula gran, la cèl·lula vegetativa.

- Una cèl·lula menuda, la cèl·lula generativa.

Ací acaba la gametogènesi, però algunes cèl·lules vegetatives sofreixen una mitosi més donant lloc a dues cèl·lules generatives. Les 2 cèl·lules generatives participen en la fecundació. La cèl·lula vegetativa formarà el sistema de transport des de l'estigma fins a arribar a l'òvul, el tub pol·línic.
Els grans de pol·len tenen una part més deprimida i quan es diposita a l'estigma, el gra absorbeix aigua i s'infla fins que finalment es trenca. La paret del gra de pol·len és resistent a agents químics i físics.
A l'interior del gra de pol·len hi ha una cèl·lula menudeta amb el seu propi nucli i membrana plasmàtica, és la cèl·lula germinativa.
Gametogènesi femenina.
Té lloc al gineceu, que està constituït per estigma, estil i ovari. La durada del fotoperíode és l'indicador per a formar la flor, que té origen somàtic. En plantes no hi ha línia germinal, l'origen de les gàmetes és somàtic.
Tots els components del gineceu són fulles modificades. A l'interior de l'ovari (fusió de carpels o «fulles fèrtils») sol haver una columna central i sobre aquesta hi ha un nombre variable d'òrgans que reben el nom de primordis seminals.
Inici de la gametogènesi femenina. Una de les cèl·lules del teixit nucel·lar es fa més gran a causa de l'absorció de substàncies de reserva, és la nucel·la, la cèl·lula mare del sac embrionari. La nucel·la pateix una meiosi. Tres de les cèl·lules resultants degeneraran i l'altra, la megàspora més gran sofreix tres mitosis donant lloc a tres cèl·lules haploides i una amb dos nuclis.
El sac embrionari conté:
- L'ovocèl·lula, és la gàmeta femenina i es troba acompanyada mitjançant ponts citoplasmàtics (plasmodesmes) que es formen entre les cèl·lules sinèrgides i l'ovocèl·lula i entre les sinèrgides i la cèl·lula central. També hi ha plasmodesmes (hi ha molts) entre les cèl·lules antípodes i la cèl·lula central.

- Dues cèl·lules sinèrgides la funció de les quals és:

- Sintetitzar i exocitar quimioatraients per atraure al tub pol·línic per quimiotactisme.
- Reben al seu citoplasma a les 2 cèl·lules generatives.
- Unió al tub pol·línic.

- Cèl·lula central binucleada. Serà 3n i formarà l'endosperma.

- Tres cèl·lules antípodes al pol oposat a les sinèrgides. La seua funció és el transport cap a la cèl·lula central, es troben més prop de l'infundíbul (tub conductor).